# Romanorum Pontificum
Romanorum Pontificum es un breve apostólico de Benedicto XV datado el 25 de febrero de 1916, segundo año de su pontificado. Con él recomienda el Octavario por la unidad de los cristianos y concede determinadas indulgencias a los que vivan esta práctica de piedad.

## Contenido del Breve
El papa comienza recordando cómo ha estado siempre en el corazón de los Romanos Pontífices el deseo de que vuelvan a la Iglesia católica los cristianos que se han apartado de ella. Un anhelo que se funda en el hecho de que la verdad de la Iglesia brilla en la unidad de la fe, a la que exhortaba Pablo en su epístola a los efesios con unas palabras que recoge el Breve apostólico: un solo Señor, una sola fe, uno solo bautismo.
Tras esa introducción el papa manifiesta su alegría por la propuesta de oraciones por la unidad de la Iglesia que ha hecho la Sociedad de la Expiación, fundada en Nueva York. De acuerdo con esa propuesta, desde  la fiesta de la cátedra de San Pedro en Roma a la fiesta de la Conversión de San Pablo se rezarán unas oraciones que ya fueron bendecidas por Pío X y que, con la aprobación de los obispos de los Estados Unidos, se han extendido por todo aquel país.
El papa, con el fin de que esas oraciones ser reciten en todas partes, con beneficio para las almas, concede uns indulgencia plenaria a todos los fieles de todo el mundo que desde el 18 al 25 de enero reciten esa oración una vez al día, y luego el octavo día confiesen y comulguen después de visitar cualquier iglesia u oratorio público. Así mismo concede la posibilidad de obtener esa misma indulgencia a los cumpliendo las demás condiciones realicen esa visita a una iglesia en la fiesta de la cátedra de San Pedro. hagan esa visita solo en la fiesta de la cátedra de San Pedro. Además, a aquellos que cualquiera  de estos días hayan recitado, con corazón contrito, esa oración concede indulgencia de 200 días.
El texto del breve incluye al final, la siguiente oración por la unidad de la Iglesia:

Ant.: Ut  omnes  unum  sint,  sicut tu, Pater, in  me,  et  ego  in  te,  ut  et  ipsi  in  nobis  unum  sint;  ut  credat  mundus, quia  tu  me  misisti.
V/. Ego dico tibi quia tu es  Petrus.
R/. Et  super  hanc  petram  aedificabo  Ecclesiam  meam.
Oratio: 
Domine  Iesu  Christe,  qui  dixisti  Apostolis  tuis :   Pacem  relinquo vobis,  pacem  meam  do  vobis :   ne  réspicias  peccata  mea,  sed fidem Ecclesiae  tuae :  eandem  secundum  voluntatem  tuam  pacificare et coa dunare  digneris:  qui  vivis  et  regnas  Deus  per  omnia  saecula  saeculorum.
R/ Amen
Antífona: Para que todos sean uno, como tú, Padre, en mí y yo en ti, ellos también sean uno en nosotros, para que el mundo crea que tú me enviaste.

- Te digo que eres Pedro. 

- Y sobre esta roca edificaré mi Iglesia.
Oración: «Señor Jesucristo, dijiste a tus Apóstoles: te dejo la paz, te doy mi paz, no mires mis pecados, sino la fe de tu Iglesia; Dígnate pacificarlo y reunirlo según tu voluntad, tú que vives y reinas, Dios, por los siglos de los siglos.
Amén.